# Diuca
Diuca is een monotypisch geslacht van zangvogels uit de familie Thraupidae (tangaren):
- Diuca diuca  – Diucagors